# Thymoites stylifrons
Thymoites stylifrons är en spindelart som först beskrevs av Simon 1894.  Thymoites stylifrons ingår i släktet Thymoites och familjen klotspindlar. Inga underarter finns listade i Catalogue of Life.